# チョンチョンこまめちゃん
『チョンチョンこまめちゃん』（ゝゝこまめちゃん）は、あなだ♠もあによる日本の4コマ漫画作品。
『なかよし』（講談社）で連載された。

## 書誌情報
- あなだもあ 『チョンチョンこまめちゃん』 講談社〈講談社コミックスなかよし〉、全3巻
  1. 1980年10月4日発行、ISBN 978-4061083660
  2. 1985年9月6日発行、ISBN 978-4061785120
  3. 1989年2月6日発行、ISBN 978-4061786288